# Gabormedaljen
Gabormedaljen är en medalj som delas ut av Royal Society varje udda år sedan 1989. År 2010 delades den ut en extra gång för att högtidlighålla sällskapets 350-årsjubileum. Medaljen delas ut för enastående arbete inom någon av de medicinska vetenskaperna, särskilt för insatser inom områdena genetisk ingenjörskonst eller molekylärbiologi. Men i enlighet med donatorns, professor Dennis Gabor, önskan så kan medaljen då och då delas ut till någon som är verksam inom de vetenskapsgrenar där han själv var verksam. Medaljen består av förgyllt silver.

## Pristagare
- 1989 - Noreen Murray
- 1991 - Alan Fersht
- 1993 - Charles Weissmann
- 1995 - David Hopwood
- 1997 - Kenneth Holmes
- 1999 - Adrian Bird
- 2001 - Azim Surani
- 2003 - Jean Beggs
- 2005 - Lionel Crawford
- 2007 - Richard J. Roberts
- 2009 - Gregory Challis
- 2010 - Gideon Davies
- 2011 - Angela McLean
- 2013 - Christofer Toumazou